# До татко на фронта
„До татко на фронта“ е българска телевизонна новела (детски, драма, късометражен) от 1975 година на режисьора Нушка Григорова, по сценарий на Методи Христов. Оператор на филма е Станислав Станчев, а музикалното оформление е на Петър Лъджев. Художник е Досьо Ванков.

## Актьорски състав
| Роля                              | Изпълнител         |
| --------------------------------- | ------------------ |
| Надежда Андреева, майката на Мишо | Мариана Аламанчева |
| учителката Дикова                 | Ванча Дойчева      |
| Андрей Найденов, бащата на Мишо   | Стефан Илиев       |
| Мишо                              | Йордан Вълев       |
|                                   | Филип Папанчев     |